# Janusz Kurtyka

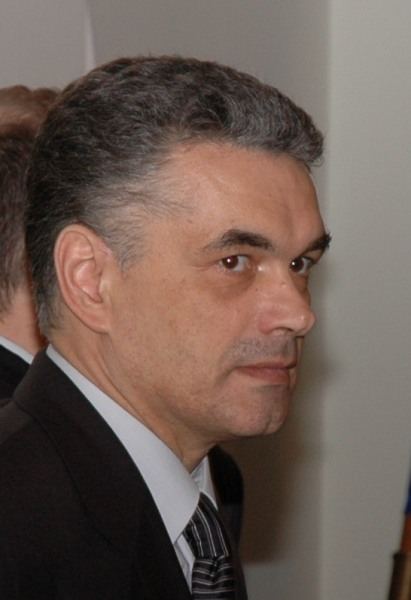
Janusz Kurtyka

Janusz Marek Kurtyka (Krakau, 13 augustus 1960 - Pechersk bij Smolensk, 10 april 2010) was een Pools historicus.
Sinds 1985 was hij als geschiedkundige verbonden aan de Poolse Academie van Wetenschappen. Hij was gespecialiseerd in de middeleeuwse en communistische geschiedenis van Polen.
Van 29 december 2005 tot aan zijn dood was hij ook de tweede president van het Instytut Pamięci Narodowej (afgekort IPN, 'Instituut voor Nationale Herinnering'), een aan de overheid gerelateerd instituut dat historisch onderzoek verricht naar strafbare handelingen, gepleegd door zowel nazi-Duitsland en de Sovjet-Unie tijdens hun bezetting van Polen in de Tweede Wereldoorlog als door de Poolse communistische overheid in de tijd van de Volksrepubliek Polen.
Janusz Kurtyka kwam op 49-jarige leeftijd om het leven toen een Pools regeringsvliegtuig nabij de luchthaven van het Russische Smolensk neerstortte. De inzittenden - die allen omkwamen, waaronder president Lech Kaczyński - waren op weg naar de herdenking van het bloedbad van Katyn.